# Pas comme lui
Pour plus de détails, voir Fiche technique et Distribution.
Pas comme lui est un film français écrit et réalisé par Franck Llopis, avec les acteurs de l'école Côté cour, sorti le 21 mars 2018.

## Synopsis
Léo, 20 ans, écrit à son père, Louis, qui les a quittés, lui et sa mère, 13 ans plus tôt, et qu'il n'a pas revu depuis : il vient à Paris où il compte accepter le premier boulot venu, et voudrait vivre chez lui en attendant de trouver un appartement. Il parle de son angoisse à l'idée de sonner à sa porte.
Son père l'accueille et lui dit qu'il peut rester, sachant qu'il n'a qu'un sofa à lui proposer. Il lui dit être au chômage depuis deux ans, mais Léo n'est pas long à découvrir son secret : la nuit, Louis se travestit et devient Louisa, qui se prostitue près du parc de Belleville. Avec ses copines, deux filles et deux travestis, il travaille pour le compte du réseau de Raphaël : en contrepartie de la mise à disposition d'un studio, elles doivent fourguer la drogue du réseau à leurs clients. Les hommes de main de Raphaël, encadrés par les psychopathes Omar et Vincent, mettent la pression sur les prostituées, trop absentes et trop peu rentables à leurs yeux. Ils les tabassent pour les obliger à rapporter plus. Une nuit où Louisa tente de s'interposer, elle est poignardée à mort par Vincent.
Léo ne supporte pas d'être privé définitivement d'un père qu'il avait réussi à retrouver. À son tour, il se travestit et rejoint les prostituées pour pénétrer le réseau. Il obtient d'Émilie, la voisine et amie de Louis, qu'elle lui procure une arme et se met sur la trace des dealers. Il en abat deux avant d'obliger un troisième à le conduire chez Raphaël, où il exécute Vincent, Raphaël et un de leurs acolytes, puis Joanna, compagne et bras droit de Raphaël, lorsque celle-ci appelle du renfort.
Omar reste dans la nature, et Léo le trouve dans son hall d'entrée en rentrant. Il est sauvé in extremis par un clochard de la rue qui assomme Omar et le laisse pour mort. Léo peut aller sur la tombe de son père, vengé. Il est rejoint par Jamel, un flic qui lui demande simplement où est l'arme. Léo la sort de derrière la tombe et la lui donne. Jamel lui dit que cette arme n'a jamais existé et lui souhaite bonne chance.

## Fiche technique
- Titre : Pas comme lui
- Réalisation : Franck Llopis
- Scénario : Franck Llopis
- Production : Franck Llopis
- Société de production : Les Films à Fleur de Peau
- Musique : Christophe Allemand
- Montage : Lawrence Faudot
- Ingénieur du son : Alain Benoît
- Pays d'origine : France
- Genre : Fiction, drame
- Durée : 1h19
- Date de sortie : 21 mars 2018

## Distribution
- Théo Galvalisi : Léo
- Chris Imberdis : Louis
- Nina Fontenaud : Émilie
- Alexia Sanchis: Zoé
- Nourit Teboul : Helena
- Etienne Audibert : Adrianna
- Mikael Goncalves : Sophia
- Dimitri Bagot : Omar
- Axel Rodriguez-Allibert: Vincent
- Christophe Guevel : Ludo
- Florian de Tomasi : Yannis
- Nicolas Loukitch : Raphaël
- Alexia de Saint Johns : Joanna
- James Lagier : William
- Oujeddi Tayeb : Jamel
- Herve Mpampati : Tommy
- Anthony Tadjer: Yoyo
- Aurélie Giraudeau : Virginie
- Laura De Greef : Alice
- Christelle Gervaise : la clocharde
- Franck Llopis : le clochard
- Annabel Sandy : Valérie
- Camille Leclerc : Shirley
- Aimie Dussart : Lucie

## Autour du film
Pas comme lui est l'un des longs métrages réalisés en tant que projet de chaque fin d'année de l'école d'acteurs Côté cour, codirigée par Franck Llopis depuis 2017, avec Chris Imberdis, qui y tient le rôle de Louis/Louisa.
Ces films sont notamment projetés au Publicis Champs-Élysées. Pas comme lui est également disponible en VOD.